# Ut queant laxis
Ut queant laxis

Ut queant laxis, ou Hymnus in Ioannem, é a frase inicial do hino cantochão a São João Batista, com o qual os fiéis da Igreja Católica Romana rezam o Ofício Divino, ou Breviário, celebrando a festa da Natividade deste Santo (24 de Junho).

Primeira estrofe do hino Ut queant laxis eem notação quadrada sobre tetragrama.

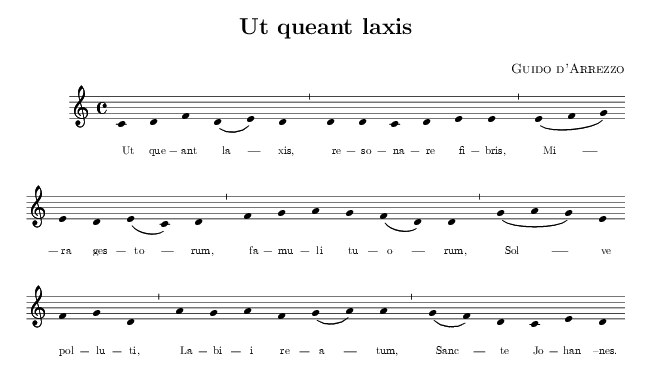
Hino a São João Batista.

Deste hino, composto por Paulo Diácono, um historiador lombardo do Século VIII, teria se servido Guido D'Arezzo no Século XI, por volta de 1025, para nomear os sons da escala diatônica de Dó.
UT queant laxis
REsonare fibris
MIra gestorum
FAmuli tuorum,
SOLve polluti
LAbii reatum,
Sancte Iohannes
Tradução: Para que os servos possam, com suas vozes soltas, ressoar as maravilhas de vossos atos, limpa a culpa do lábio manchado, ó São João!
A palavra UT foi posteriormente substituída por DÓ, para facilitar o canto com a terminação em uma vogal; e o SI, que não consta da melodia solfejada, foi acrescentado tomando-se as iniciais da palavra Sancte e seu nome: Ioannes, ambas no caso vocativo. No latim clássico não há letra "j", a qual é substituída pela letra "i".
| Texto latino | Tradução para o português brasileiro (Versão adaptada para o uso litúrgico)                                          |
| Ut queant laxis resonare fibris mira gestorum famuli tuorum, solve polluti labii reatum, Sancte Ioannes.                    | Doce, sonoro, ressoe o canto, minha garganta faça o pregão. Solta-me a língua, lava-me a culpa, ó São João!          |
| Nuntius caelo veniens supremo, te patri magnum fore nasciturum, nomen, et vitae seriem gerendae, ordine promit.             | Anjo no templo, do céu descendo, teu nascimento ao pai comunica, de tua vida preclara fala, teu nome explica.        |
| Ille promissi dubius superni perdidit promptae modulos loquelae; sed reformasti genitus peremptae organa vocis.             | Súbito mudo teu pai se torna, pois da promessa, incréu, duvida: apenas nasces, renascer fazes a voz perdida.         |
| Ventris obstruso positus cubili, senseras regem thalamo manentem: hinc parens, nati, meritis, uterque, abdita pandit.       | Da mãe no seio, calado ainda, o Rei pressentes num outro vulto. E à mãe revelas o alto mistério do Deus oculto.      |
| Laudibus cives celebrant superni Te, Deus simplex pariterque trine; supplices ac nos veniam precamur: parce redemptis. Amen | Louvor ao Pai, ao Filho unigênito, e a vós, Espírito, honra também: dos dois provindes, com eles sois um Deus. Amém. |